# Тавтология (логика)
Вижте пояснителната страница за други значения на Тавтология.
Тавтологията е самоочевидна истина, която не предполага никакви допускания, за да се установи нейната истинност.
Пример за тавтология е:
- Или всички гарвани са черни, или някой от тях не е.

Твърдение, което може да обозначим по следния начин:
{\displaystyle X\lor \lnot X}, обозначено като {\displaystyle \top }
Така, твърдението {\displaystyle X\land \lnot X} е винаги грешно и се нарича противоречие или несъгласуваност и се обозначава като {\displaystyle \bot }